# La Rouquette (Dordogne)
Pour les articles homonymes, voir La Rouquette.
Cet article concerne l'ancienne commune de Dordogne intégrée à Port-Sainte-Foy-et-Ponchapt. Pour celle qui est intégrée à Eymet, voir Rouquette (Dordogne).
La Rouquette est une ancienne commune française située dans le département de la Dordogne, en région Nouvelle-Aquitaine. Depuis 1859, elle fait partie de la commune de Port-Sainte-Foy, devenue Port-Sainte-Foy-et-Ponchapt en 1960.

## Géographie
Bordée par la Dordogne en Bergeracois, dans le quart sud-ouest du département de la Dordogne, La Rouquette forme la partie orientale de la commune de Port-Sainte-Foy-et-Ponchapt.

## Histoire
La Rouquette est une commune française créée à la Révolution.
Elle fusionne en 1859, en même temps que Le Canet, avec celle de Saint-Avit-du-Tizac qui prend alors le nom de Port-Sainte-Foy.

## Politique et administration

### Rattachements administratifs et électoraux
Dès 1790, la commune de La Rouquette a fait partie dès sa création du canton de Saint Meard de Gurson qui dépendait du district de Mussidan jusqu'en 1795, date de suppression des districts. Lorsque ce canton est supprimé par la loi du 8 pluviôse an IX (28 janvier 1801) portant sur la « réduction du nombre de justices de paix », la commune est rattachée au canton de Vélines dépendant de l'arrondissement de Bergerac.

## Démographie
| 1800 | 1806 | 1821 | 1831 | 1836 |
| ---- | ---- | ---- | ---- | ---- |
| 370  | 558  | 466  | 530  | 502  |

| 1841 | 1846 | 1851 | 1856 | - |
| ---- | ---- | ---- | ---- | - |
| 463  | 488  | 469  | 486  | - |

## Galerie

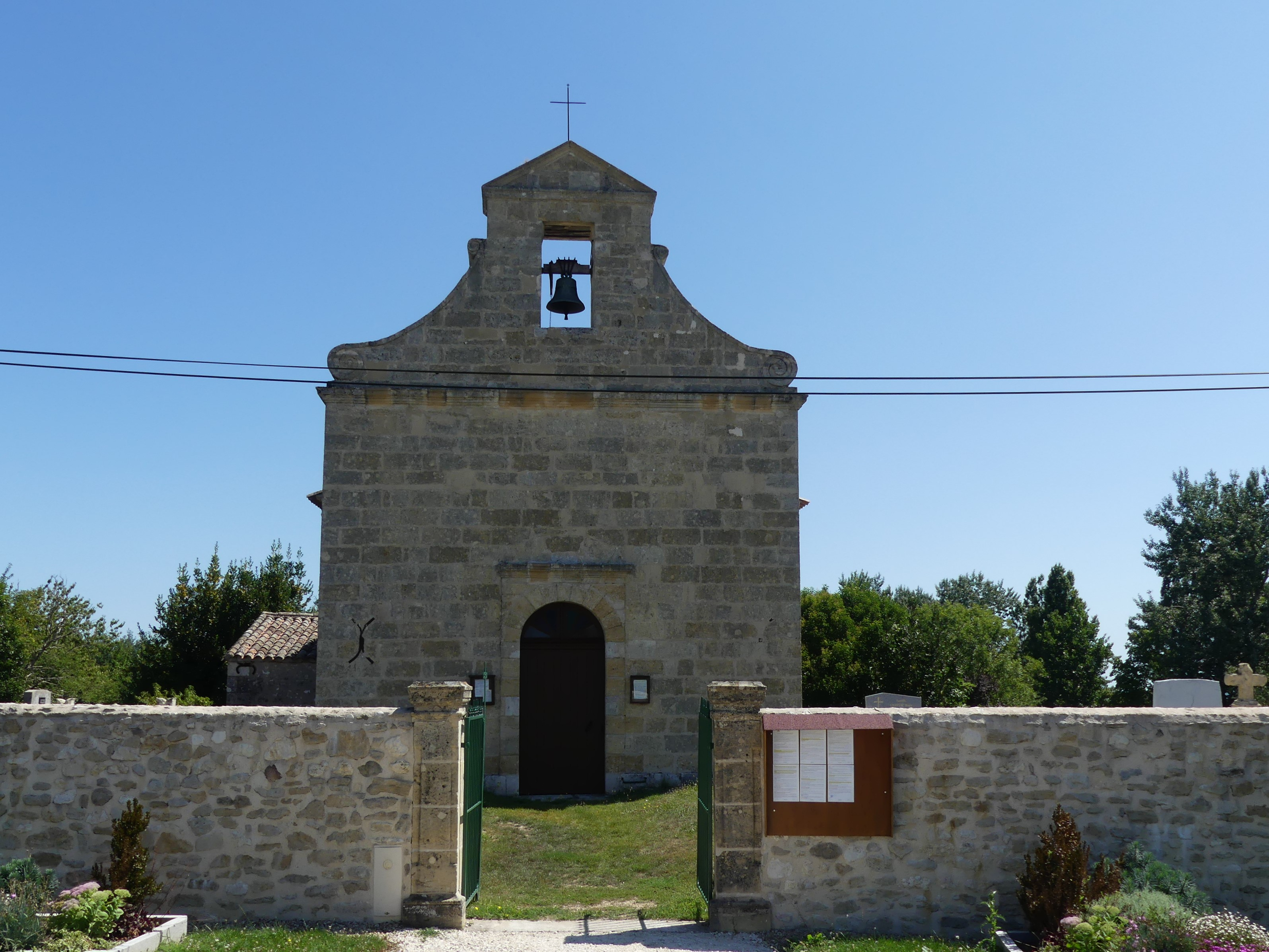
L'église Saint-Martin.
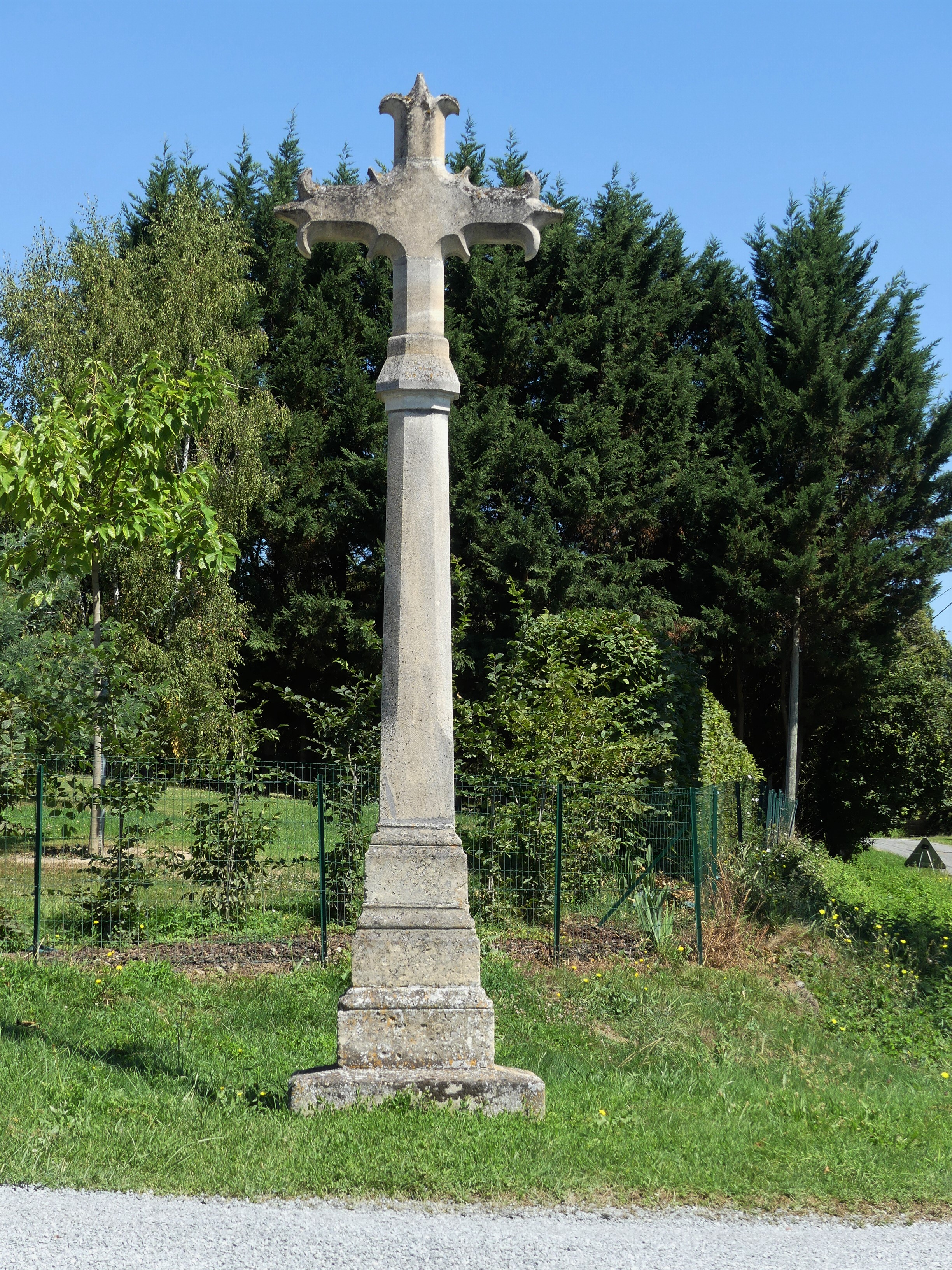
Croix monumentale à l'entrée sud-est du village de la Rouquette.
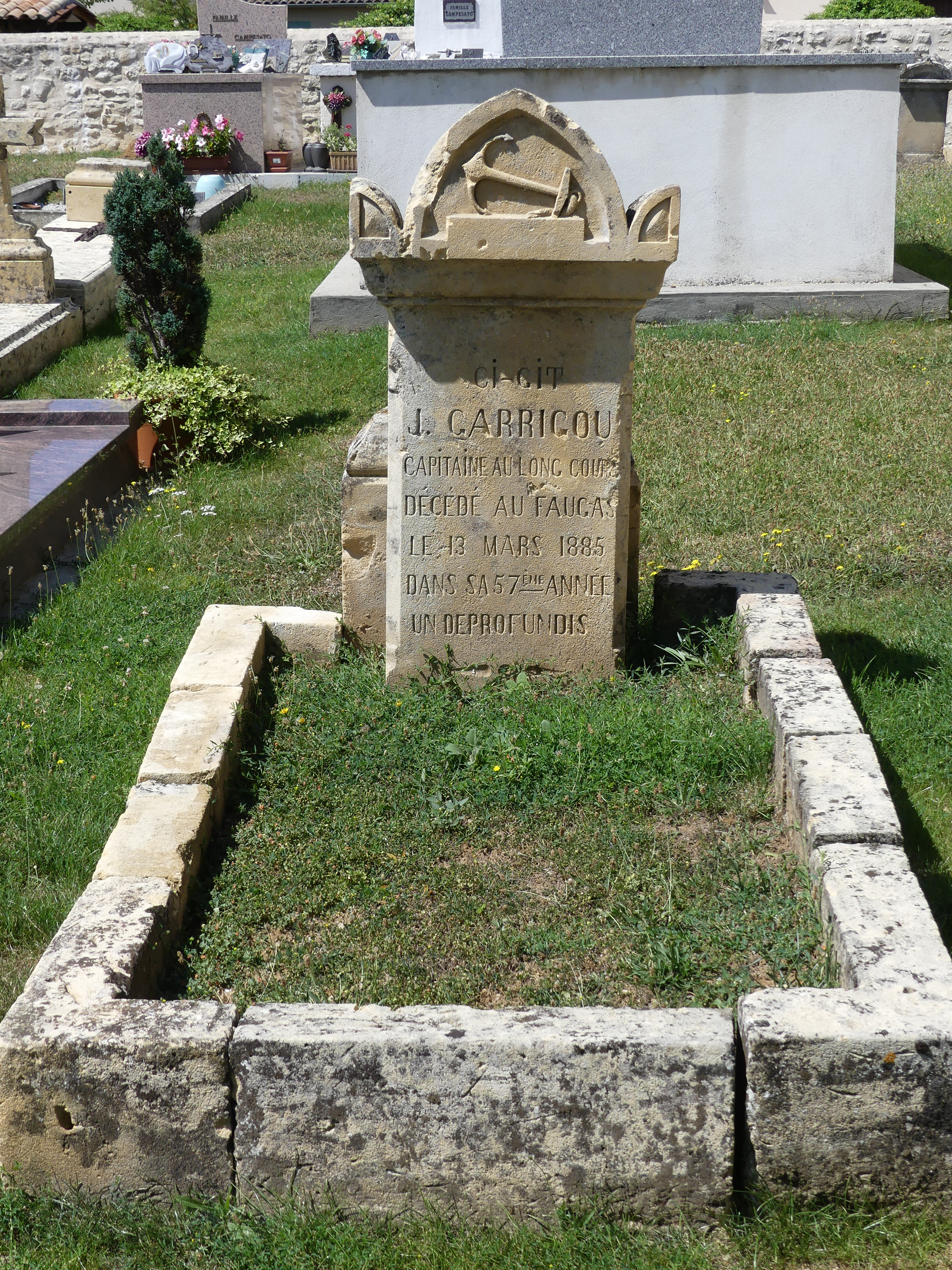
Tombe d'un capitaine de marine dans le cimetière de la Rouquette.